# Mangchuan
Mangchuan (kinesiska: 蟒川, 蟒川乡) är en socken i Kina. Den ligger i provinsen Henan, i den centrala delen av landet, omkring 110 kilometer sydväst om provinshuvudstaden Zhengzhou.
Genomsnittlig årsnederbörd är 686 millimeter. Den regnigaste månaden är september, med i genomsnitt 132 mm nederbörd, och den torraste är januari, med 6 mm nederbörd.